# IndieWeb
IndieWeb is een wereldwijde beweging van mensen die zelf bepalen hoe ze hun online identiteit vormgeven, wat ze publiceren en hoe, en de interactie rond hun content vormgeven.
Dat doen ze bijvoorbeeld door de sociale media data op hun eigen website te zetten, in plaats van enkel op de sociale media zelf. De principes die de beweging naleeft vragen internetgebruikers om verantwoordelijkheid te nemen voor hun data, en niet afhankelijk te zijn van wat sociale media netwerken er mee doen.
Sinds 2011 worden er ook IndieWebCamps georganiseerd, en in 2019 werd er ook een in Utrecht georganiseerd. Jaarlijks wordt het nu in Duitsland georganiseerd in steden zoals Düsseldorf en Berlijn.

## Geschiedenis
Vanaf 1 februari 1997 is er in verschillende talen het Indie Web Manifest gepubliceerd, wat betekenis heeft gegeven aan de term "Indie Web". Het is het deel van het internet waar de gebruiker voorop staat, en niet de commerciële belangen. Het manifest waarschuwt voor de toenemende druk op dit deel van het internet, en hoe er verminderd aandacht wordt besteed aan dit soort websites. Het bepleit erkenning voor de essentiële rol die de gebruikers van het internet vervullen, en hoe dit onlosmakelijk samenhangt met onderwijs, informatie-uitwisseling, cultuur en maatschappelijk debat.

## Principes
Er zijn tien hoofdzakelijke principes opgesteld, die leidend zijn voor de projecten en doelstellingen waar aan gewerkt wordt:
1. Bezit je data
2. Gebruik en publiceer data zodat mensen het kunnen lezen
3. Maak wat je zelf nodig hebt, en sluit het aan bij wat anderen al gebruiken.
4. Gebruik dan ook wat je zelf maakt, en doe dat actief
5. Documenteer wat je gemaakt hebt
6. Maak wat je gemaakt hebt openbaar
7. Gebruikerservaring en ontwerp is belangrijker dan de techniek
8. Maak verschillende delen van je ontwerp uitwisselbaar
9. Denk aan de duurzaamheid van het project, zorg dan het lang kan bestaan op het internet
10. Er zijn meerdere oplossingen, en die verscheidenheid is juist goed

Als laatste principe wordt er nog toegevoegd om plezier te hebben met de projecten. De principes zijn niet neutraal, net zoals technologie omdat die bepaalde waarden naleeft en stuurt hoe mensen het kunnen gebruiken, aldus de toelichting.

### Silo's
De principes zetten zich af tegen gesloten platformen, die door de beweging ook wel data silo's worden genoemd. Deze gesloten platformen worden veelal gebruikt, en leggen allerlei beperkingen aan de gebruiker. Zo werken de platformen niet samen en worden links naar andere platformen soms ook verboden, zonder gebruikers een uitweg te bieden naast het platform algeheel verlaten. Gedeelde protocollen zoals ActivityPub zorgen ervoor dat deze diensten wel kunnen samenwerken en gebruikers meer controle krijgen over hun data.
IndieWeb noemt hiervoor de PESOS-tactiek als een oplossing om met dit verbod om te gaan. Het staat voor "Publish Elsewhere, Syndicate (to your) Own Site", wat betekent dat de gebruiker elke socialemediapost ook (automatisch) archiveert op een persoonlijke website. Als het platform het wel toestaat, kan het andersom en wordt het de POSSE-tactiek genoemd.